# Niki Chow Lai-Ki
Niki Chow Lai-Ki 周麗淇 (Hongkong, 30 augustus 1979) (jiaxiang: Shanghai) is een Hongkongs fotomodel, filmactrice, TVB-actrice en Cantopopzangeres. Ze stopte op haar zeventiende met school, toen een agent haar spotte om als fotomodel te gaan werken. Later ging ze acteren in series en films. Ze werd in 2005 zeer beroemd door haar rol in de TVB-serie The Gentle Crackdown.

## Filmografie

### Televisieseries
- Feel 100% (2002)
- Hard Fate (2004)
- The Gentle Crackdown (2005)
- Under the Canopy of Love (2006)
- Colours of Love (2007)
- The Seventh Day (2008)
- The King Of Snooker (2009)
- Bottled Passion (2011)

### Films
- Feel 100% II (2001)
- Fighting for Love (2001)
- Horror Hotline...Big Head Monster (2001)
- Dummy Mommy Without a Baby (2001)
- New Blood (2002)
- Diva - Ah Hey (2003)
- My Dream Girl (2003)
- Good Times, Bed Times (2003)
- Naked Ambition (2003)
- Love Battlefield (2004)
- Heavenly Mission (2007)

## Discografie
24 augustus 2005- Pure Niki
1. 可惜他有女朋友(求愛版)
2. 好人難做
3. 龜兔戀
4. Meeting You In My Life - Musical Interlude
5. 要風得風
6. 月光之吻
7. I Will Love You Always - Ending Music
8. 可惜他有女朋友

- 10 april 2006- Child-Woman

1. 明天我要嫁給誰
2. 傻笑
3. 不怕意外的女子
4. 從前他對我好些
5. 迎接失戀
6. 請講 -《天幕下的戀人》主題曲 - 周麗淇/鄭嘉穎 合唱
7. 上海人

- 18 augustus 2006- NikiKaka

1. 問號先生 Music Video
2. nikikaka制作花絮
3. 問號先生
4. 酸甜 (國)
5. 問號先生Remix - "太陽伯伯﹐你去[口左]邊?"
6. nikikaka (音樂版)

## Trivia
Ze is op dezelfde dag geboren als de TVB-actrice Tavia Yeung.
- Biblioteca Nacional de España: XX4922174
- Gemeinsame Normdatei: 1300128275
- International Standard Name Identifier: 0000 0000 7756 6222
- MusicBrainz: 71475f7b-fa5c-4610-a1af-94c569e51d5e
- Virtual International Authority File: 107579891
- WorldCat: E39PBJmHDTJw9mg7rmBFhdYF8C